# Strzałka (roślina)

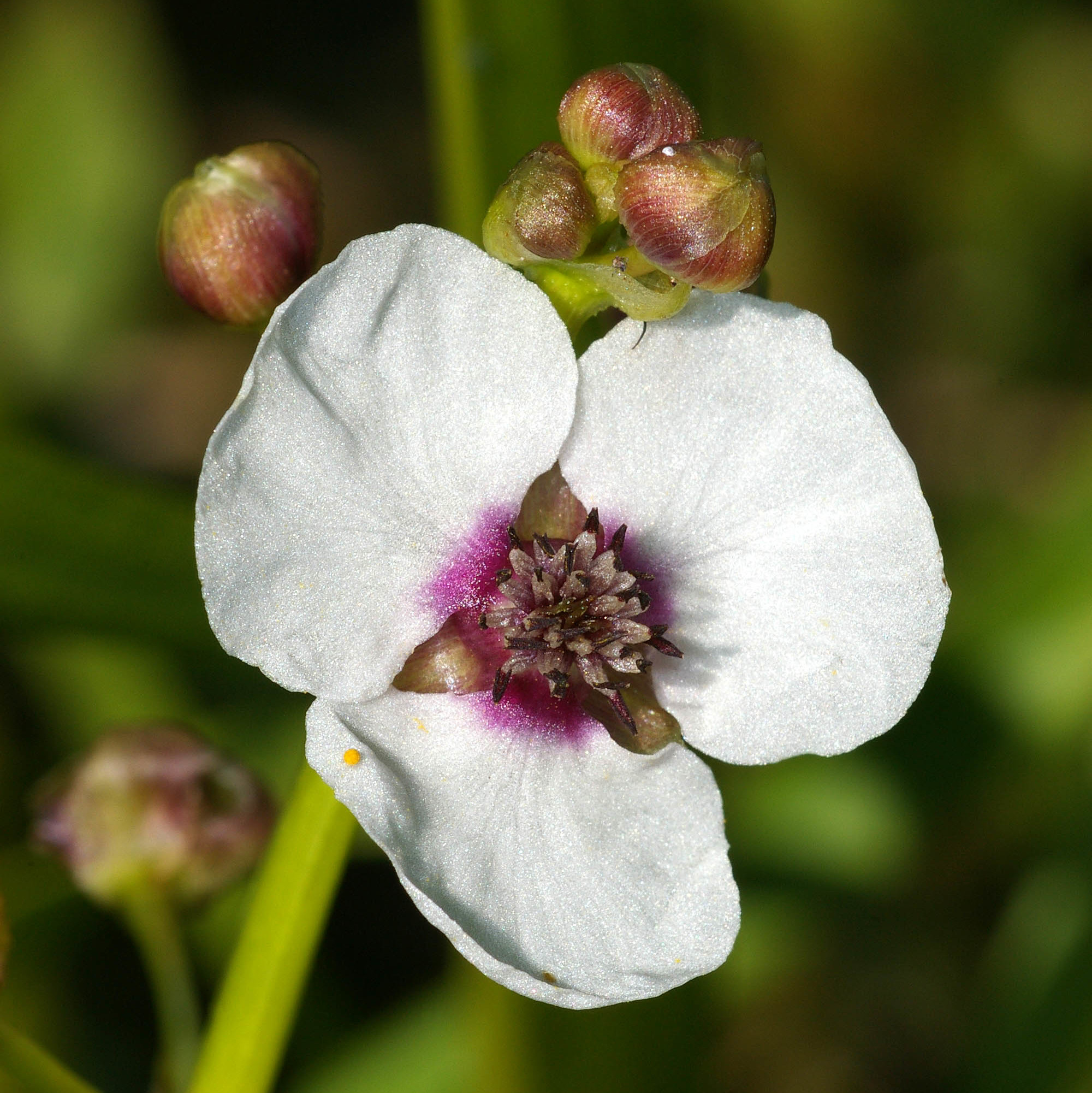
Kwiat strzałki wodnej

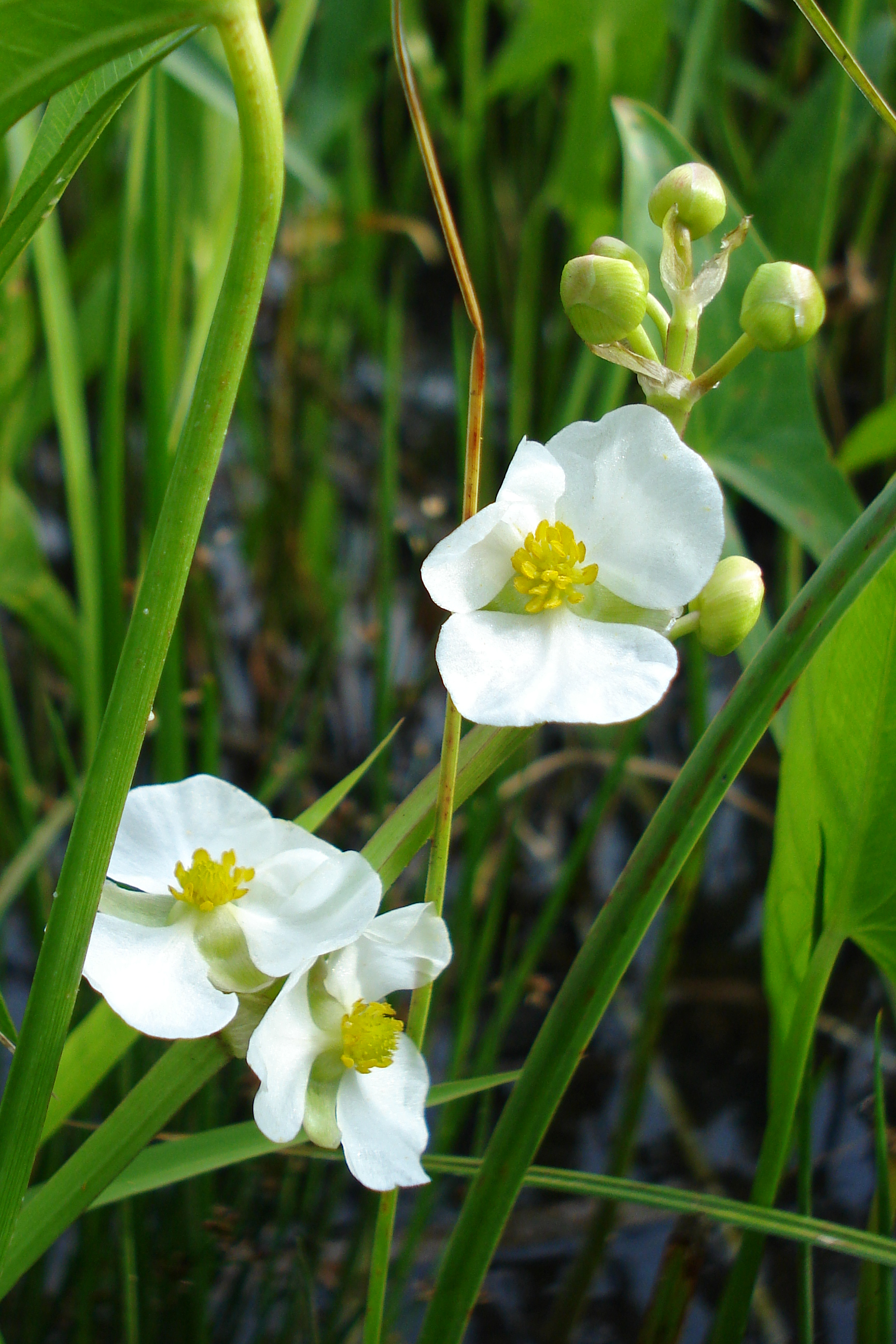
Kwiaty strzałki szerokolistnej

Strzałka (Sagittaria L.) – rodzaj roślin z rodziny żabieńcowatych (Alismataceae). Należy do niego 39 gatunków. Zasięg obejmuje Europę, gdzie rosną 4 gatunki, Azję, oba kontynenty amerykańskie, północną część Afryki Subsaharyjskiej i Madagaskar. Centrum zróżnicowania stanowi Ameryka Północna, gdzie rosną 24 gatunki. W Polsce jedynym przedstawicielem rodzaju jest strzałka wodna S. sagittifolia.
Są to rośliny siedlisk wodnych i mokradłowych, czasem uprawiane jako ozdobne (zwłaszcza strzałka wodna S. sagittifolia. Bulwy różnych gatunków są spożywane i służą jako pasza dla świń (np. w Malezji).
Naukowa nazwa rodzajowa utworzona została z łacińskiego słowa sagitta oznaczającego strzałę, nawiązując do kształtu liści. 

## Morfologia
PokrójRośliny zielne (byliny, rzadko rośliny roczne) zwykle z kłączem, często zakończonym białymi lub brązowymi i gładkimi bulwami, czasem też z rozłogami. Pędy zwykle są nagie, rzadziej owłosione.
LiścieZanurzone, pływające lub wzniesione ponad powierzchnię, siedzące lub ogonkowe (ogonki obłe na przekroju lub trójkanciaste). Blaszka równowąska do jajowatej, całobrzega, na wierzchołku zaokrąglona lub zaostrzona, u nasady zbiegająca, oszczepowata lub strzałkowata.
KwiatyJednopłciowe lub obupłciowe, zebrane w liczbie od 1 do 17 w okółkach (najczęściej po trzy) tworzą kwiatostan w postaci grona, wiechy lub rzadziej baldacha. Kwiatostany są prosto wzniesione nad powierzchnię wody, rzadziej pływają na powierzchni. Kwiaty wsparte są przysadkami krótszymi od szypułek, kształtu lancetowatego, zaostrzonymi lub stępionymi na szczycie. Kwiaty męskie rozwijają się na dłuższych i cieńszych szypułkach w górnej części kwiatostanów. Kwiaty żeńskie i obupłciowe są krótkoszypułkowe lub siedzące i rozwijają się w dolnej części kwiatostanów. Okwiat jest podwójny. Działki kielicha są zielne lub skórzaste, często urzeźbione, wzniesione lub odgięte. Płatki korony są całobrzegie, białe, czasem zaróżowione lub z różową plamką. Pręcików jest od 7 do 30, o nitkach nagich lub owłosionych, cienkich lub rozszerzających się. Owocolistki są liczne (do 1,5 tysiąca i więcej), ułożone są spiralnie na wypukłym dnie kwiatowym. Zawierają pojedyncze zalążki.
OwoceDrobne, ścieśnione niełupki tworzące kulistawy, najeżony owoc zbiorowy. Poszczególnie owocki po stronie odosiowej i z boków często ze skrzydełkiem.

## Systematyka
Systematyka według Angiosperm Phylogeny Website (aktualizowany system APG IV z 2016)
Jeden z rodzajów rodziny żabieńcowatych (Alismataceae) w obrębie rzędu żabieńcowców (Alismatales) należących do kladu jednoliściennych.
Wykaz gatunków
- Sagittaria aginashi Makino
- Sagittaria ambigua J.G.Sm.
- Sagittaria australis (J.G.Sm.) Small
- Sagittaria brevirostra Mack. & Bush
- Sagittaria chapmanii (J.G.Sm.) C.Mohr
- Sagittaria cristata Engelm.
- Sagittaria cuneata E.Sheld.
- Sagittaria demersa J.G.Sm.
- Sagittaria engelmanniana J.G.Sm.
- Sagittaria fasciculata E.O.Beal
- Sagittaria filiformis J.G.Sm.
- Sagittaria graminea Michx.
- Sagittaria guayanensis Kunth
- Sagittaria intermedia Micheli
- Sagittaria isoetiformis J.G.Sm.
- Sagittaria kurziana Glück
- Sagittaria lancifolia L.
- Sagittaria latifolia Willd. – strzałka szerokolistna
- Sagittaria lichuanensis J.K.Chen, X.Z.Sun & H.Q.Wang
- Sagittaria longiloba Engelm. ex J.G.Sm.
- Sagittaria × lunata C.D.Preston & Uotila
- Sagittaria macrocarpa J.G.Sm.
- Sagittaria macrophylla Zucc.
- Sagittaria montevidensis Cham. & Schltdl.
- Sagittaria natans Pall.
- Sagittaria papillosa Buchenau
- Sagittaria planitiana G.Agostini
- Sagittaria platyphylla (Engelm.) J.G.Sm.
- Sagittaria potamogetifolia Merr.
- Sagittaria pygmaea Miq.
- Sagittaria rhombifolia Cham.
- Sagittaria rigida Pursh
- Sagittaria sagittifolia L. – strzałka wodna
- Sagittaria sanfordii Greene
- Sagittaria secundifolia Kral
- Sagittaria sprucei Micheli
- Sagittaria subulata (L.) Buchenau
- Sagittaria tengtsungensis H.Li
- Sagittaria teres S.Watson
- Sagittaria trifolia L.